# كيلي لينتش
كيلي لينتش (بالإنجليزية: Kelly Lynch)‏ هي عارضة ومضيفة طيران وممثلة أمريكية، ولدت في 31 يناير 1959م، بغولدن فالي في الولايات المتحدة.

## حياتها المبكرة
ولدت لينتش في غولدن فالي ، مينيسوتا ، ابنة باربرا ، وهي راقصة حديثة، وحضرت مسرح غوثري.، عملت كمضيفة طيران بعد مغادرة الكلية،
كانت تعمل قبل التمثيل، كعارضة لدى وكالة إيليت للتصميم (بالإنجليزية:Elite modeling agency) . كانت صديقة جيدة لسينثيا ألن أهل
(بالإنجليزية: Cynthia Allen Ahl)، أخت عازف الجيتار (The Suburbs) بروس سي ألن (بالإنجليزية: Bruce C Allen)، في 1980s ، درست مع مدرب التمثيل سانفورد مايسنر ( بالإنجليزية: Sanford Meisner).

## أعمال

### أفلام
- (1988م) كوكتيل
- (1998م) ابن البلد
- (2000م) ملائكة تشارلي[7]
- (2005م) السترة
- (2011م) لعبة شغف
- (2015م) روك ذا كاسباه[8]

## وصلات خارجية
- كيلي لينتش على موقع IMDb (الإنجليزية)
- كيلي لينتش على موقع ميتاكريتيك (الإنجليزية)
- كيلي لينتش على موقع روتن توميتوز (الإنجليزية)
- كيلي لينتش على موقع قاعدة بيانات الأفلام العربية
- كيلي لينتش على موقع ألو سيني (الفرنسية)
- كيلي لينتش على موقع أول موفي (الإنجليزية)
- كيلي لينتش على موقع قاعدة بيانات الأفلام السويدية (السويدية)
- كيلي لينتش على موقع إن إن دي بي (الإنجليزية)
- كيلي لينتش على موقع قاعدة بيانات الفيلم (الإنجليزية)
- كيلي لينتش على موقع ليتربوكسد (الإنجليزية)